# Roman Zobnin
Roman Siergiejewicz Zobnin (ros. Роман Сергеевич Зобнин, ur. 11 lutego 1994 w Irkucku) – rosyjski piłkarz grający na pozycji pomocnika w klubie Spartak Moskwa.